# Калкан (щит)
Калка́н (кирг. Калкан, тур. Kalkan, узб. Qalqon — щит) — круглый щит, типичный в XVI—XVIII веках для Персии, Турции и Средней Азии, а также имевший хождение в Восточной Европе Польше и Венгрии. Похожие щиты применялись на востоке до Кореи и Китая, их распространение связано с монгольским влиянием.
Калканы плелись из прутьев, которые сплетались в концентрические круги вокруг каркаса, таким образом, образуя выпуклую, коническую форму. После они оплетались цветными нитями. В центре щиты снабжались железным умбоном, а иногда дополнительно усиливались накладками, которые обычно закрывали заклёпки. В результате получалась лёгкая и прочная конструкция. Диаметр щитов составлял 40—70 см. Во время боя их удерживали ладонью за лямку. Под влиянием калканов в Азии появились аналогичные, но чуть меньшие щиты, сделанные из толстой кожи вместо сплетённых прутьев.
К XVIII веку их использование, в связи с развитием огнестрельного оружия и уменьшения роли холодного, прекращается. Однако в Средней Азии напротив, это привело к появлению полностью окованных металлом и цельнометаллических щитов, существовавших до второй половины XIX века.